# Lednice-Valtice
Lednice-Valtice (tjeckiska: Lednicko-valtický areál) är ett kulturlandskap på 283,09 km² i Södra Mähren, nära Břeclav och Mikulov i Tjeckien, intill ett biosfärområde – Pálava.

## Historia och beskrivning
Under 1700- och 1800-talet omdanades området av sina godsägare – huset Liechtenstein – till en stor landskapspark med två centrum:
- Valtice slott (och stad)
- Lednice slott (och by)

Dessa två platser binds samman av Bezruč-allén (sedan 1715). Här ligger även ytterligare en by – Hlohovec. Mellan Lednice, Valtice och Hlohovec ligger Lednicedammarna (Lednické rybníky) (dammarna Mlýnský, Prostřední, Hlohovecký och Nesyt). En betydande del av komplexet är täckt med tallskog (Boří les) och delvis av en strandskog intill vattendraget Dyje.
Med undantag för de ovan nämnda, finns det en del större och mindre paviljonger utspridda i hela området (de användes ofta som jaktstugor):
- Rajsna (tyska: Reistna, Kolonnaden)
 - en nyklassicistisk kolonnad på toppen av en höjd ovanför Valtice (likt en gloriette) från 1810-1820-talet
- Belvedere
- Rendezvous (eller Dianas tempel)
 - en jaktstuga i form av en nyklassisistisk båge från 1810-talet
- St Huberts kapell (Kaple svatého Huberta)
 - en nygotisk kolonnstruktur från 1850-talet tillägnad Hubertus, jägarnas skyddshelgon, beläget i tallskogen.
- Gränshuset (Hraniční zámeček)
 - ett nyklassisistiskt slott uppfört på 1820-talet ovanpå den gamla (till 1920) gränslinjen mellan Niederösterreich och Mähren
- De tre gracernas tempel (Tři Grácie)
 - ett halvcirkelformat galleri med allegoriska statyer av vetenskap och muserna samt en staty av de tre gracerna från 1820-talet
- Dammhuset (Rybniční zámeček)
 - vid en av Lednicedammarna
- Nový dvůr (tyska: Neuhof, nya bondgården) - en nyklassicistisk gård färdigt 1809, ursprungligen använd för fårskötsel, idag för hästavel
- Apollotemplet (Apollónův chrám)
 - en nyklassicistisk jaktstuga från 1810-talet, intill en av Lednicedammarna
- Jaktstuga (Lovecký zámeček)
 - ett nyklassicistiskt hus från 1806
- Janův Hrad (tyska: Hansenburg)
 - en nygotisk konstgjord ruin i stil av ett slott, färdigställd 1810
- Minaret
 - en nymorisk struktur (62 meter hög) i Lednices slottspark (färdigbyggd 1804), fungerar som utsiktstorn
- Obelisk
 - rest till minne av freden i Campo Formio (1798)
- Pohansko
 - en jaktstuga i empirstil färdigställd efter 1812, innehåller Břeclavs stadsmuseum:
 nära stugan ligger både viktiga arkeologiska platser från Storböhmen och rekonstruerade delar av de Tjeckoslovakiska gränsbefästningarna
- Lány
 - en jaktstuga i empirstil från början av 1800-talet

## Fotogalleri

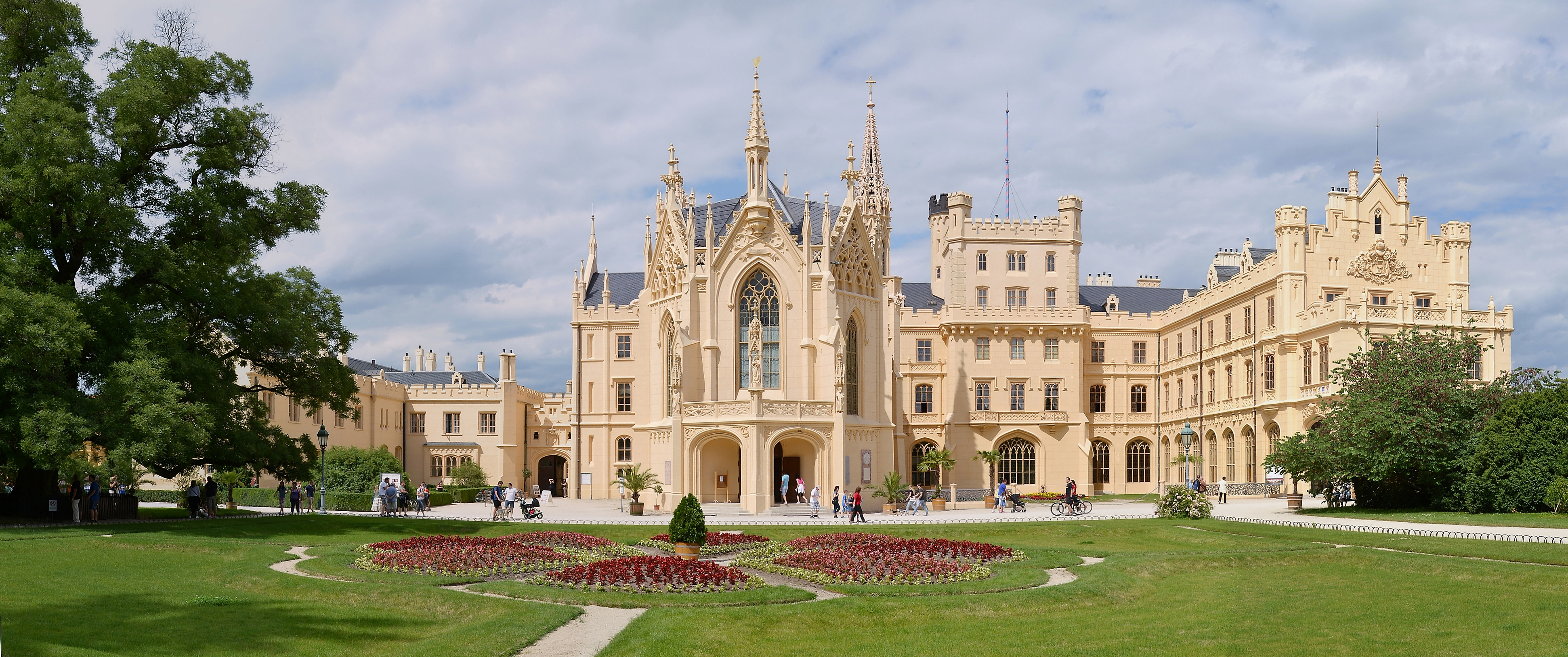
Slottet i Lednice
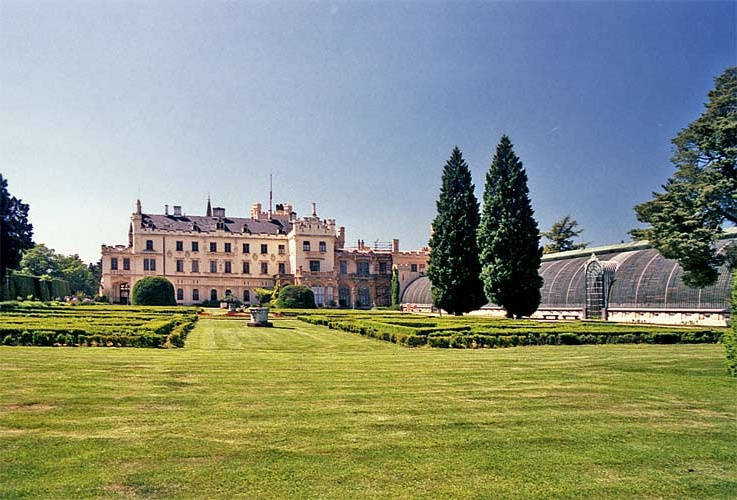
Slottets växthus i Lednice
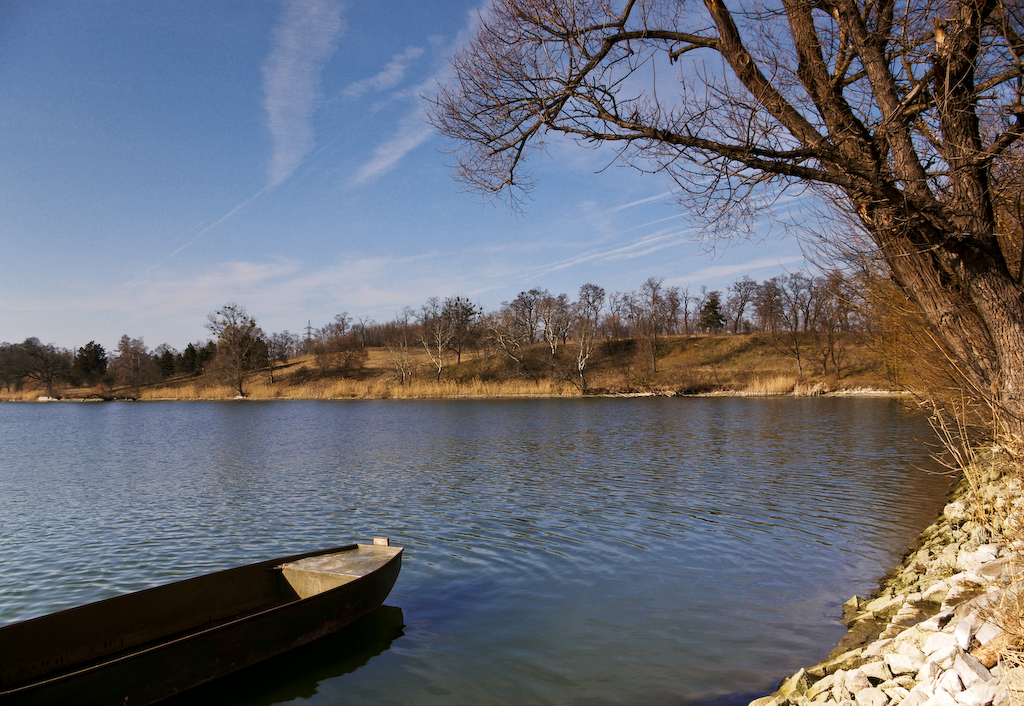
Prostřední (Mitten) en av Lednicedammarna
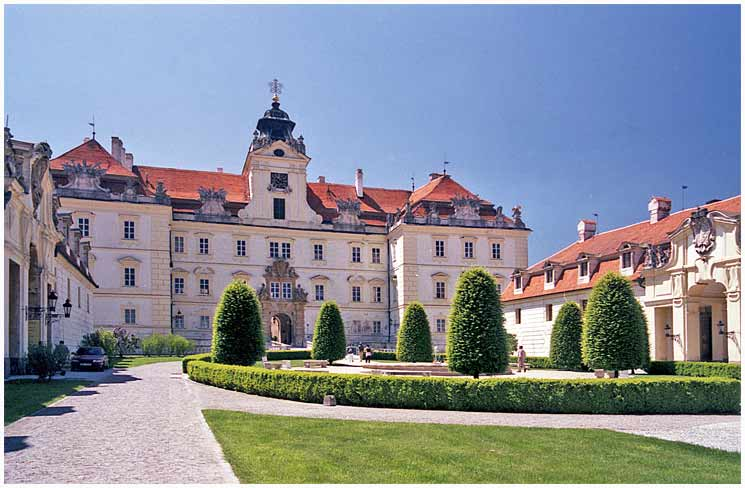
Slottet i Valtice
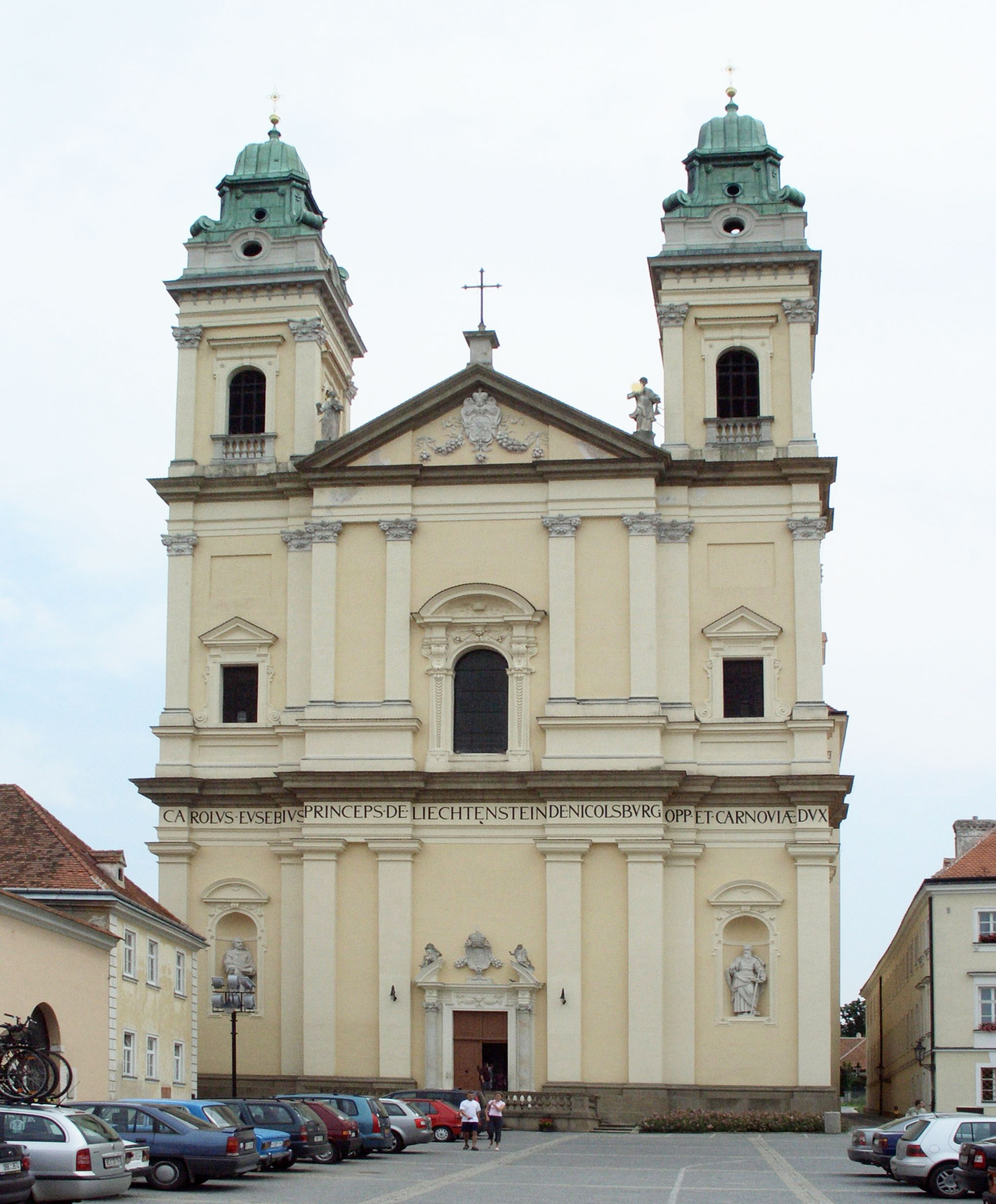
Sankta Maria församlingskyrka i Valtice
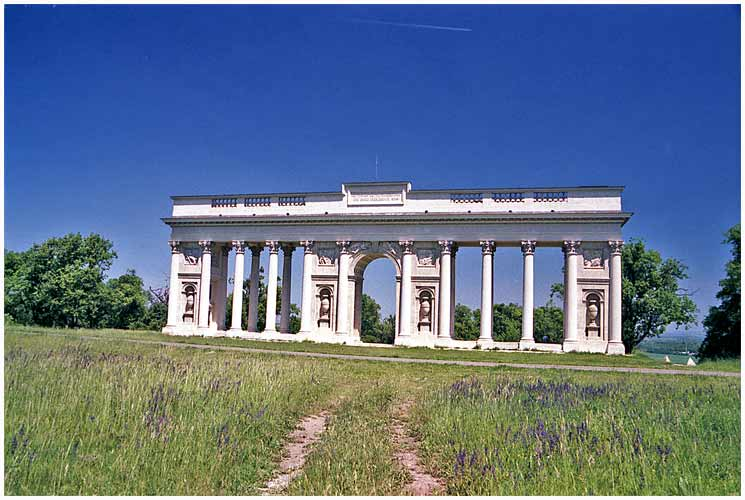
Rajsna
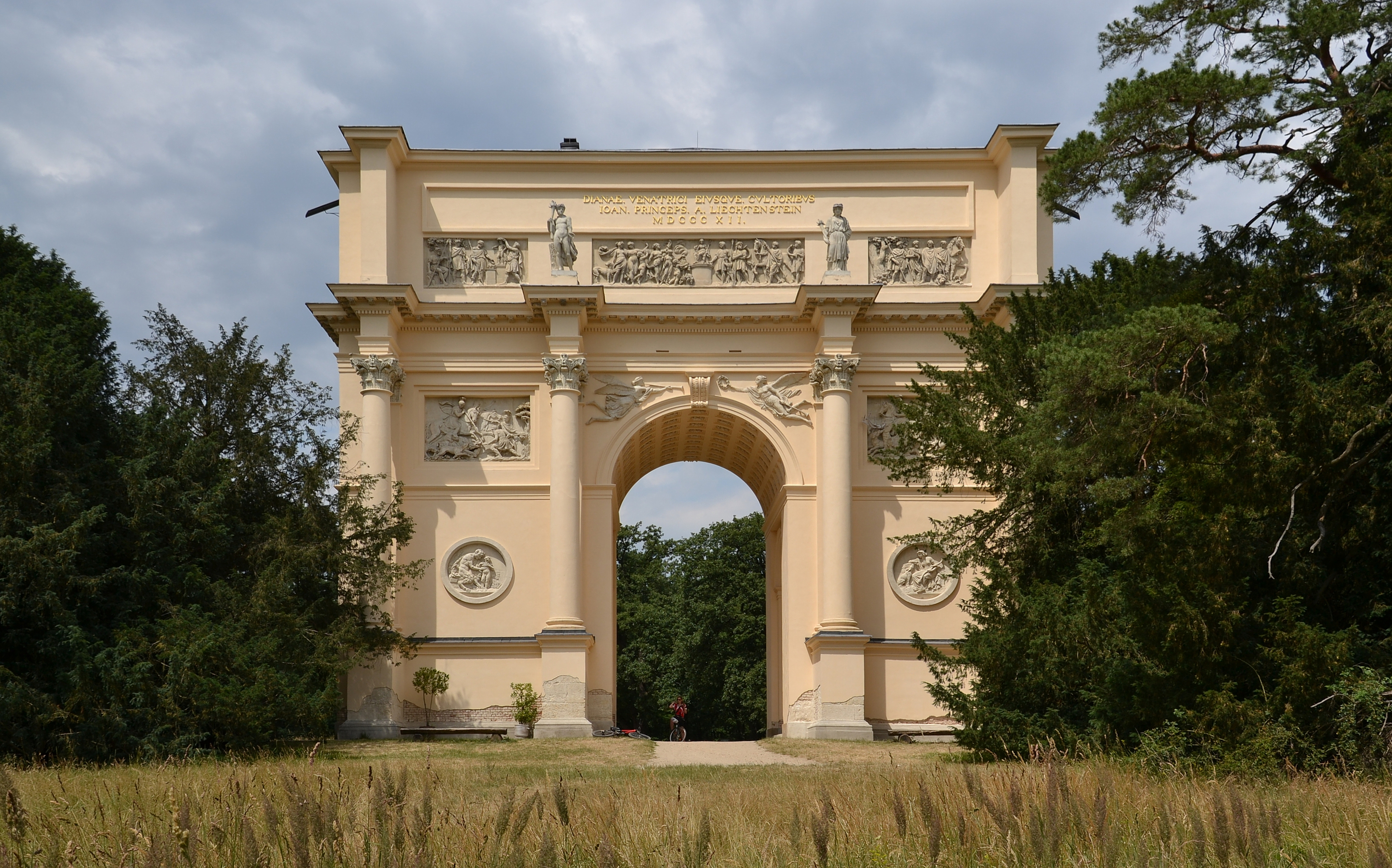
Rendezvous
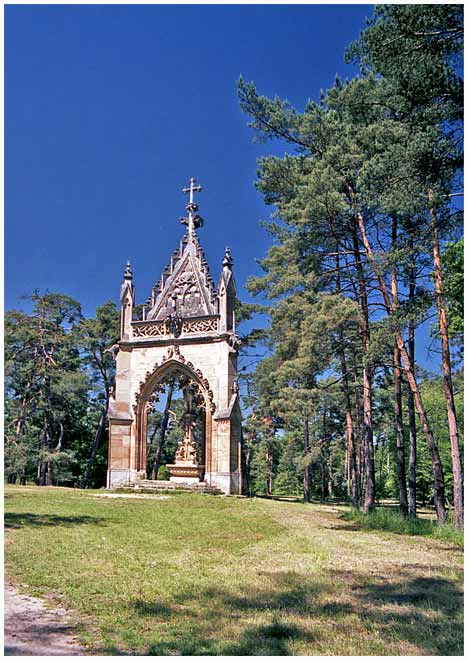
Sankt Huberts kapell
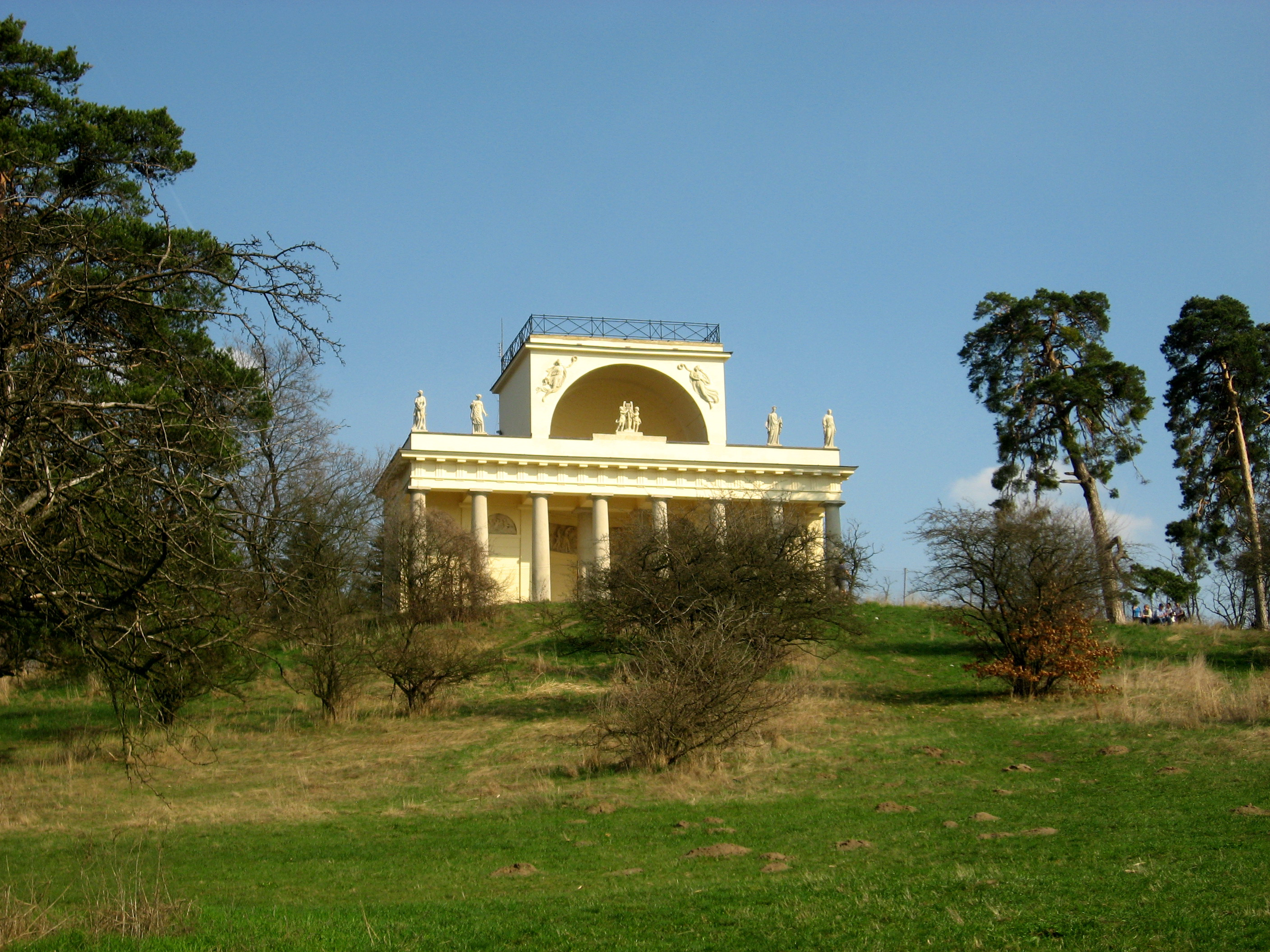
Apollotemplet
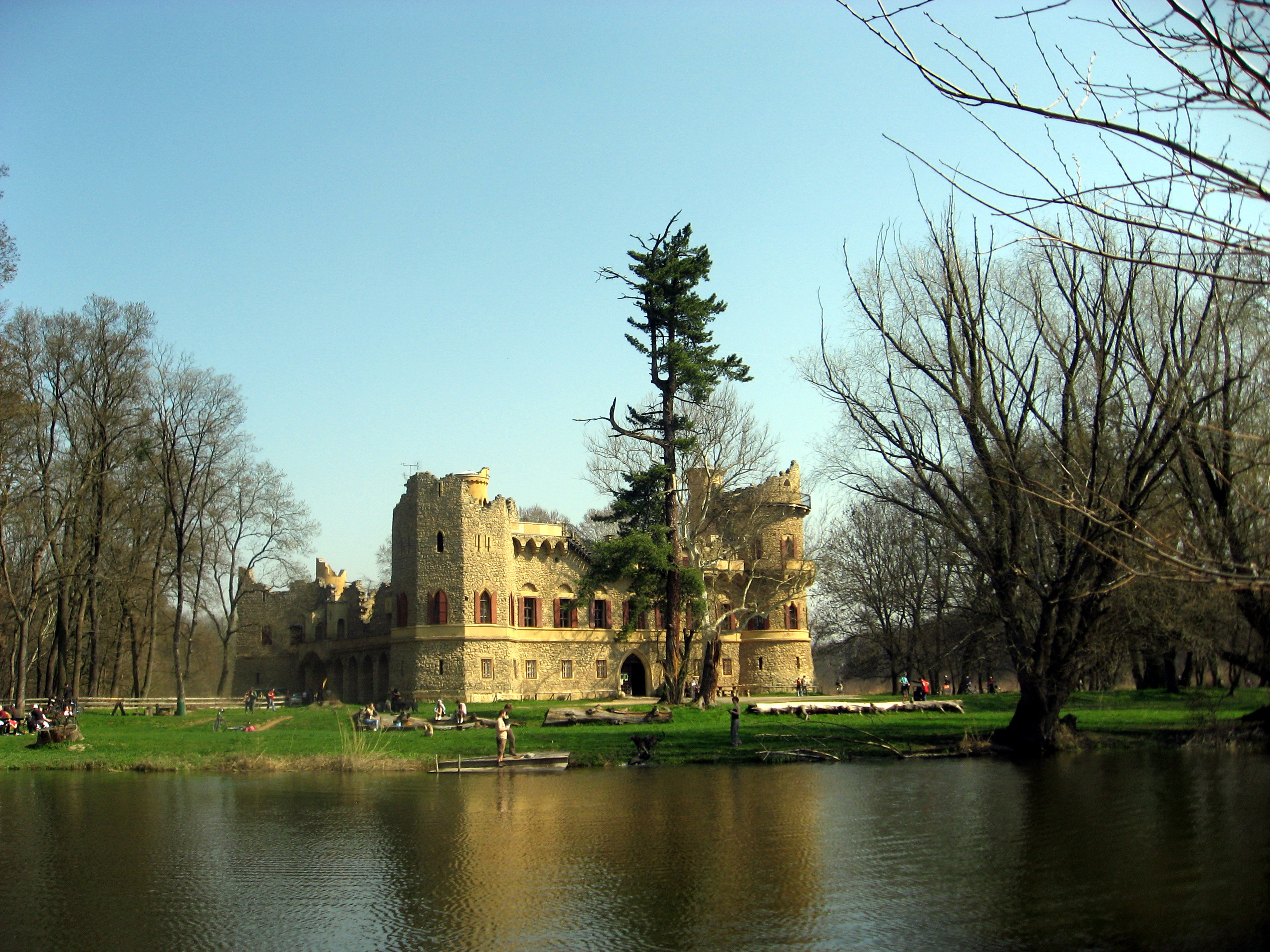
Janův hrad
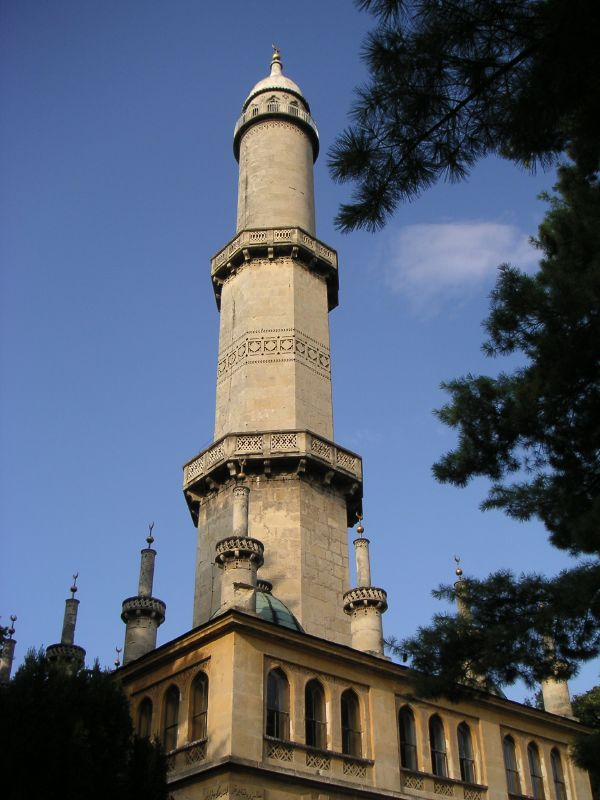
Minareten
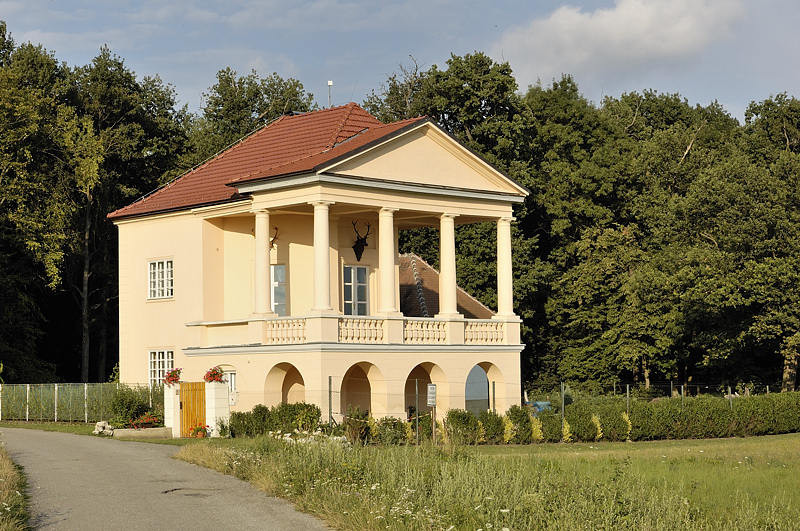
Jaktstuga